# Alexa Vega
Pour les articles homonymes, voir Véga (homonymie).
 (avril 2021).
Alexa Vega, née le 27 août 1988 à Miami, est une actrice américaine.
Elle est connue sous le nom d'Alexa PenaVega depuis son mariage avec Carlos Pena, Jr. en 2014.

## Biographie

### Débuts
Elle est née d'un père colombien et d'une mère américaine. Elle a deux sœurs Makenzie Vega et Krizia Vega qui sont aussi actrices, deux demi-sœurs, Margaux Vega (25 décembre 1982) et Greylin James (22 septembre 2000), ainsi qu'un demi-frère, Jet James (4 octobre 2005). Alexa vivait en Floride jusqu'à ses quatre ans, quand sa famille déménagea en Californie.

### Carrière
Alexa fut guest-star dans divers films et émissions télévisées, dont Urgences, Follow the Stars Home, et The Bernie Mac Show. Elle fut connue du monde entier en 2001 avec son rôle dans la tétralogie Spy Kids : Carmen Cortez. Durant le tournage des trois films, c'est elle aussi qui a enregistré les deux chansons pour la bande originale des deux derniers : Island of Dreams et Game Over. Le premier Spy Kids eut un énorme succès, ce qui engendra ses deux suites : Spy Kids 2 : Espions en herbe (Spy Kids 2: Island of Lost Dreams) et Spy Kids 3 : Mission 3D (Spy Kids 3-D: Game Over). Ainsi que Spy Kids 4: All the Time in the World qui fut un échec.
En 2003, Alexa fut couronnée comme Adolescente célèbre du moment dans Vanity Fair. En 2004, Alexa termine deux films : Pyjama Party (Sleepover) et State's Evidence, et l'année suivante on peut l'apercevoir dans le téléfilm En Détresse ainsi que, Walkout. En juin 2006, elle finit The Beautiful Ordinary, prévu en 2007 aux États-Unis.

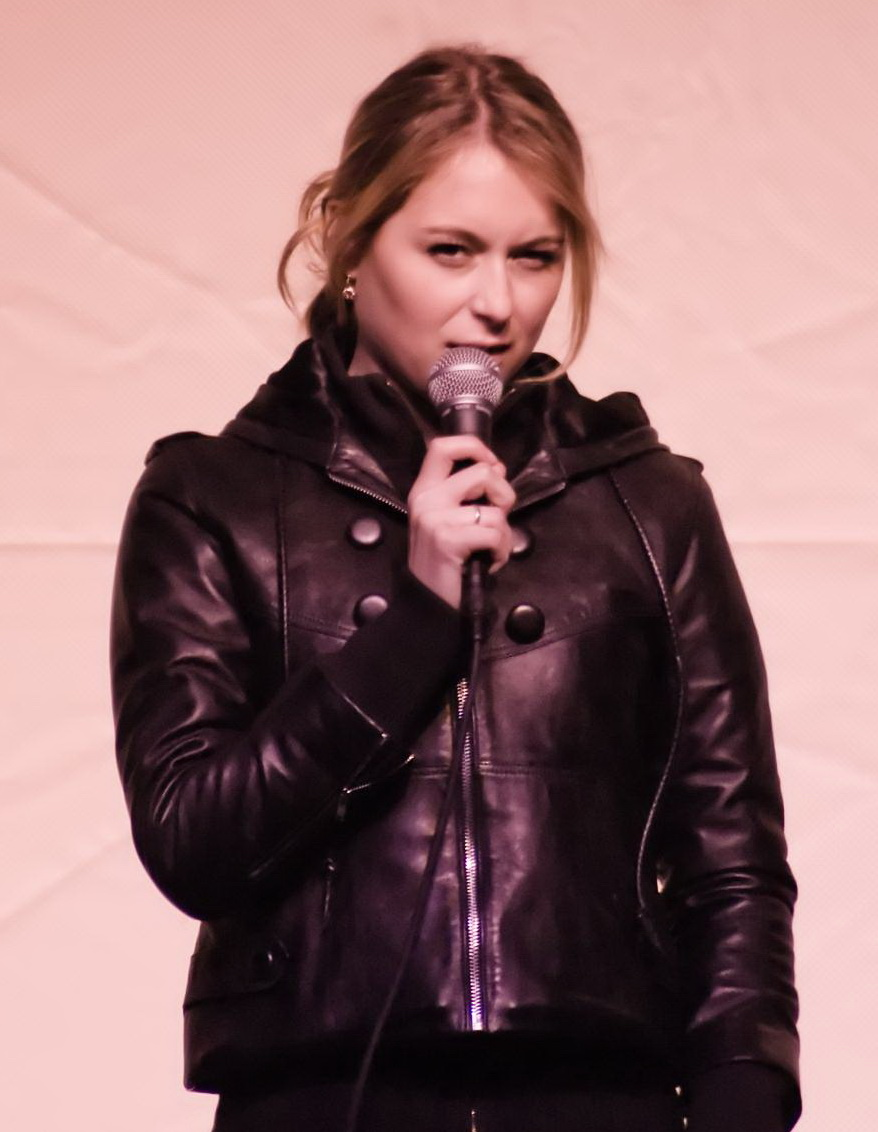
L'actrice en 2009.

En 2013, Alexa joue dans le film Machete Kills, aux côtés d'autres jeunes femmes telles que Amber Heard, Michelle Rodriguez, Jessica Alba, Vanessa Hudgens et Lady Gaga.
En 2015 elle participe en tant que candidate à l'émission américaine Dancing with the Stars lors de la 21e saison. Son mari Carlos Pena, Jr. fait lui aussi partie des célébrités participantes.

### Vie privée

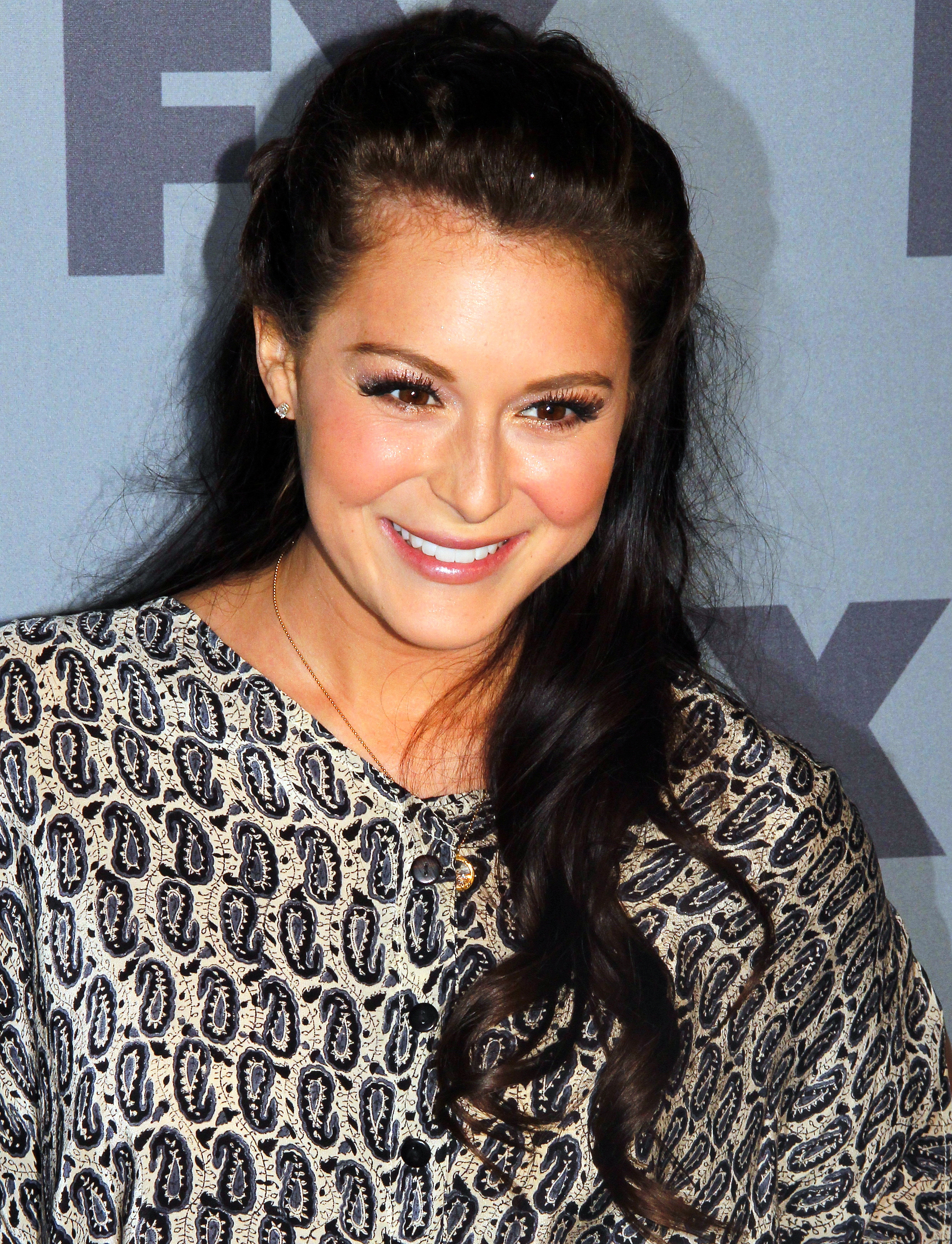
Alexa Vega en 2012.

Elle s'est mariée au producteur Sean Covel le 10 octobre 2010. Elle demande le divorce en juillet 2012 après 2 ans de vie commune.
Elle s'est ensuite mariée avec Carlos Pena, Jr., une des quatre vedettes de la série de Nickelodeon, Big Time Rush. La cérémonie s'est déroulée le 4 janvier 2014 au Mexique. Ils ont 3 enfants ensemble : 2 fils ; Océan, né le 7 décembre 2016 et Kingston né le 30 juin 2019 puis une fille, Rio née le 7 mai 2021. Leur quatrième enfant Indy est mort-née en avril 2024.

## Filmographie

### Cinéma
- 1994 : Les Petits Géants (Little Giants) : Priscilla O'Shea
- 1995 : Neuf mois aussi (Nine Months) : Molly Dwyer
- 1996 : Les Fantômes du passé (Ghosts of Mississippi) : Claire DeLaughter
- 1996 : L'Ombre blanche (The Glimmer Man) : La fille de Cole
- 1996 : Twister : Jo Harding à 6 ans
- 1998 : Denis la Malice sème la panique : Gina
- 1999 : Aussi profond que l'océan (The Deep End of the Ocean) : Kerry Cappadora
- 2001 : Spy Kids : Carmen Cortez
- 2002 : Spy Kids 2 : Espions en herbe : Carmen Cortez
- 2003 : Spy Kids 3 : Mission 3D : Carmen Cortez
- 2004 : Pyjama Party (Sleepover) : Julie Corky
- 2006 : State's Evidence : Sandy
- 2006 : Marrying God (Court-métrage) : Ivy
- 2007 : The Beautiful Ordinary : Holly
- 2008 : Repo! The Genetic Opera : Shilo Wallace
- 2009 : Innocent : Ashley
- 2009 : Broken Hill (en) : Kat Rogers
- 2010 : The Mine : Sharon
- 2010 : Butterfly Café : Sally
- 2011 : From Prada to Nada : Mary Dominguez
- 2011 : Spy Kids 4: Tout le temps du monde : Carmen Cortez
- 2011 : Summer Song (pt) : Ellie
- 2011 : Mother's Day : Jenna Luther
- 2013 : Machete Kills : KillJoy
- 2013 : L'Ordre des gardiens (The Hunters) : Dylan Savini
- 2014 : Wicked Blood : Amber
- 2014 : Sin City : J'ai tué pour elle : Gilda
- 2014 : The Remaining : Skylar
- 2015 : Avez-vous la foi ? (Do You Believe?) de Jon Gunn : Lacy
- 2015 : Roomate Wanted : Janie
- 2018 : Sleep Away : Isabella
- 2020 : Mighty Oak : Valerie Scoggins
- 2024 : Mr. Manhattan : Dani

### Télévision

#### Téléfilms
- 1995 : It Was Him or Us (en) : Carrie jeune
- 1996 : En souvenir de Caroline (A Promise to Carolyn) : Kay jeune
- 1999 : Net Force : Susan Michaels
- 2000 : Run the Wild Fields (en) : Opal 'Pug' Miller
- 2001 : La Bonne Étoile (Follow the Stars Home) : Amy Williams
- 2005 : En détresse (Odd Girl Out) : Vanessa
- 2006 : Walkout (en) : Paula Crisostomo
- 2012 : Enceinte avant la fac (The Pregnancy Project) : Gaby Rodriguez
- 2015 : Pacte sur le campus (The Murder Pact) : Camille
- 2016 : Un Mariage exceptionnel (Ms. Matched) : Libby Boland
- 2017 : Noël en dansant (Enchanted Christmas) : Laura Trudeau
- 2017 : Destination mariage (Destination Wedding) : Ellie Hamilton
- 2018 : Romance à Tribord (Love at Sea) : Olivia Grayham
- 2018 : L'Ambassadrice de Noël (Christmas Made to Order) : Gretchen
- 2019 : Le secret de mon mari (Newlywed and Dead) : Allie Adams
- 2020 : Dead Over Diamonds : Allie Adams
- 2020 : Amour, gloire et théâtralité (Newlywed and Dead) : Allie Adams
- 2021 : L'étoile de mon cœur (Taking a Shot at Love) : Jenna
- 2022 : Une star à domicile (Love in the Limelight) : Summer Rivera
- 2023 : Fiancés malgré eux (A Paris Proposal) : Anna Bowman
- 2023 : Le coeur de la fête (Never Too Late to Celebrate) : Camila
- 2024 : Get Him Back fot Christmas : Bella

#### Séries télévisées
- 1993 - 1994 : Evening Shade (en) : Emily Newton
- 1995 : Urgences (ER) : Bonnie Howe
- 1995 : Chicago Hope : La Vie à tout prix (Chicago Hope) : Sara Wilmette
- 1996 - 1997 : Life's Work (en) : Tess Hunter
- 1998 : Les Sept Mercenaires (The Magnificent Seven) : Olivia Greer
- 1998 : Les Frères McGrail (To Have & to Hold) : Kelly McGrail
- 1999 - 2001 : Ladies Man : Wendy Stiles
- 2002 : All That : Spy Kids
- 2003 : The Bernie Mac Show : Jill
- 2009 : Ghost Whisperer : La Fiancée de Dracula : Serena Westen
- 2009 : Ruby & the Rockits (en) : Ruby Gallagher
- 2010 : The Middle : Morgan Edwards
  - Une de perdue (saison 1 épisode 17)
  - Morgane de Morgan (saison 1 épisode 21)
- 2013 : Big Time Rush : elle-même (épisodes 4.12 et 4.13)
- 2013 - 2014 : The Tomorrow People : Hillary Cole (8 épisodes)
- 2014 - 2015 : Nashville : Kiley Brenner (7 épisodes)
- 2015 : Mentalist (épisode The White of His Eyes) : Lily
- 2019 : The Power Couple : Gaby Powers

## Discographie

### Singles
- 2002 : Isle of Dreams sur l'album Spy Kids 2: Island of Lost Dreams Soundtrack
- 2003 : Heart Drive (Bobby Edner featuring Alexa Vega) sur l'album Spy Kids 3-D: Game Over Soundtrack
- 2003 : Game Over sur l'album Spy Kids 3-D: Game Over Soundtrack